# Slavonski športski list
Slavonski športski list je bio hrvatski tjednik koji je izlazio u Osijeku. Prvi broj ovih novina izašao je travnja 1923. godine, a u zadnji travnja 1926. godine. Bio je službeno glasilo Osječkog nogometnog podsaveza.
Izlazio je i kao službeno glasilo Jugoslavenskog lako atletskog saveza za Slavoniju, Medjuklubskog odbora u Brodu n/S. i Osječkog šahovskog kluba. Nastavio je izlaziti kao Sportski list.